# Bayerische Pt 2/4 H
Die insgesamt 12 Dampflokomotiven der Gattung Pt 2/4 H wurden von der Firma Krauss für die Königlich Bayerische Staatsbahn zwischen 1906 und 1908  gebaut. Sie kamen auf Strecken in Bayern bei leichten und schnellen Personenzügen zum Einsatz.
Die Fahrzeuge verfügten alle über eine Schüttfeuerung mit Falltrichter für den Ein-Mann-Betrieb. Durch Türen in den Front- und Rückwänden und Übergangsbrücken war es möglich, aus dem Zug zur Lok zu gelangen. Die in unterschiedlichen Serien gebauten Loks wiesen teils erhebliche bauliche Unterschiede auf, in erster Linie betraf das die Ausführung des Führerhauses.
Die Deutsche Reichsbahn übernahm alle Maschinen dieses Typs und reihte sie als Baureihe 712 in ihren Bestand ein. Aufgrund ihrer sehr guten Laufeigenschaften wurden die letzten Maschinen erst nach 1948 ausgemustert.